# Йоан Българин
Йоан Българин е български християнски православен светец, мъченик, от XVIII век, чиято памет се тачи на 5 март.

## Биография
Роден е около 1763 година и по произход е българин и с образование. На 18 години се отказва от християнството и приема исляма. По-късно се разкайва и заминава за Света гора, където три години прислужва на един духовен сакат старец във Великата Лавра. В 1784 година заминава за Цариград и на 5 март в обърнатата в джамия „Света София“ започва да се кръсти и моли по християнски, а на въпросите защо прави така отвърнал, че Христос е Син Божи и Бог. Османците веднага му отсекли главата вън в двора на храма.